# 橘澄清
橘 澄清（たちばな の すみきよ）は、平安時代前期の公卿。信濃守・橘良基の五男。橘氏是定。官位は従三位・中納言。

## 経歴
寛平2年（890年）文章生に補せられる。寛平6年（894年）渤海使・裴頲が伯耆国に到来すると伯耆権掾に任ぜられ、存問渤海客使・三統理平とともに使節の対応に当たっている。蔵人・兵部少丞を経て、宇多朝末の寛平9年（897年）従五位下・伊予介に叙任された。
醍醐朝前半は、讃岐権介・播磨介・伊予守・太宰大弐と専ら地方官を歴任する一方で、延喜2年（902年）従五位上、延喜6年（906年）正五位下、延喜9年（909年）従四位下と順調に昇進した。
延喜11年（911年）左中弁として京官に復すと、翌延喜12年（912年）右大弁に昇任し、延喜13年（913年）参議兼左大弁に任ぜられ公卿に列した。議政官として左右大弁を兼ね、延喜14年（914年）に従四位上に昇進している。延喜21年（921年）正月には正四位下、次いで従三位・中納言と続けて昇進した。この間、『延喜式』『延喜交替式』の編纂にも参画している。
延長3年（925年）5月6日薨去。享年67。最終官位は中納言従三位。
京都市伏見区にある道澄寺は、清澄が甥の藤原道明（良基の外孫）と共に創建したと伝えられている。

## 官歴
『公卿補任』による。
- 寛平2年（890年） 秋：文章生（字橘上）
- 寛平6年（894年） 12月28日：伯耆権掾（依渤海客入観也）
- 寛平8年（896年） 正月11日：蔵人。正月26日：兵部少丞
- 寛平9年（897年） 正月7日：従五位下。正月11日：伊予介
- 昌泰4年（901年） 2月19日：讃岐権介
- 延喜2年（902年） 正月7日：従五位上
- 延喜6年（906年） 正月10日：播磨介。9月17日：正五位下
- 延喜9年（909年） 正月7日：従四位下。正月21日：伊予介。4月22日：伊予守
- 延喜10年（910年） 5月29日：大宰大弐
- 延喜11年（911年） 4月28日：左中弁。10月5日：勘解由長官
- 延喜12年（912年） 正月15日：右大弁。2月15日：昇殿
- 延喜13年（913年） 正月28日：参議、右大弁勘解由長官如元。4月15日：兼左大弁、勘長官如元
- 延喜14年（914年） 正月7日：従四位上。正月12日：兼播磨権守、左大弁勘長官如元
- 延喜18年（918年） 正月13日：止播磨権守
- 延喜19年（919年） 正月28日：兼播磨権守、左大弁勘長官如元
- 延喜21年（921年） 正月7日：正四位下。正月30日：従三位、権中納言
- 延長3年（925年） 5月6日：薨去（中納言従三位）[1]

## 系譜
- 父：橘良基[2]
- 母：不詳
- 生母不詳の子女
  - 男子：橘忠正[3]
  - 女子：橘巌子 - 藤原中正室[4]
  - 女子：高階師尚室[5]

娘・巌子が藤原中正と結婚し、その所生である時姫が藤原兼家（後の摂政）と結婚してその子孫が摂関家を継いだことから、10世紀後期に橘氏の公卿が途絶えると、摂関家が是定の地位を占める口実とされた（藤原道隆・道長ら兄弟は澄清の曾孫にあたるため）。